# 半夏属
半夏属（学名：Pinellia）是天南星科下的一个属，为草本植物。该属共有6种，分布于东亚。

## 下属物种
本属包括以下物种：
- 滴水珠 Pinellia cordata N.E.Br.：安徽、福建、廣東、廣西、貴州、湖北、湖南、江西、浙江
- 福建半夏 Pinellia fujianensis H.Li & G.H.Zhu：福建
- 石蜘蛛 Pinellia integrifolia N.E.Br.：四川、重慶、湖北
- 虎掌 Pinellia pedatisecta Schott：安徽、福建、廣西、貴州、河北、河南、湖北、湖南、江蘇、陝西、山東、山西、四川、雲南、浙江
- 盾叶半夏 Pinellia peltata C.Pei：福建、浙江
- 大半夏 Pinellia polyphylla S.L.Hu：四川
- 半夏 Pinellia ternata (Thunb.) Makino：日本、韓國、琉球群島。原生於東亞，歸化於德國、奧地利、加利福尼亞、安大略、美國東北
- 三裂叶半夏 Pinellia tripartita (Blume) Schott：日本、琉球群島、香港
- 鹞落坪半夏 Pinellia yaoluopingensis X.H.Guo & X.L.Liu - 安徽、江蘇
- 華南半夏 Pinellia hunanensis C. L. Long & X. J. Wu